# Huaca Pro
La Huaca Pro  se encuentra en el margen izquierdo del río Chillón,  rodeado por el parque "La huaca de Oro" y por la urbanización Pro, ubicada exactamente en el cruce de los jirones Comprensión y Los Principios, en el distrito de Los Olivos, en la ciudad de Lima, capital del Perú. Su construcción se estima en más de un milenio, según el Ministerio de Cultura, sin embargo, empezó a tener una mayor importancia antes del Intermedio Tardío, justo antes de su posterior abandono.
Además de tener muy cerca al colegio Huaca de Oro N°3091, dicho colegio debe su nombre a la proximidad con esta huaca.

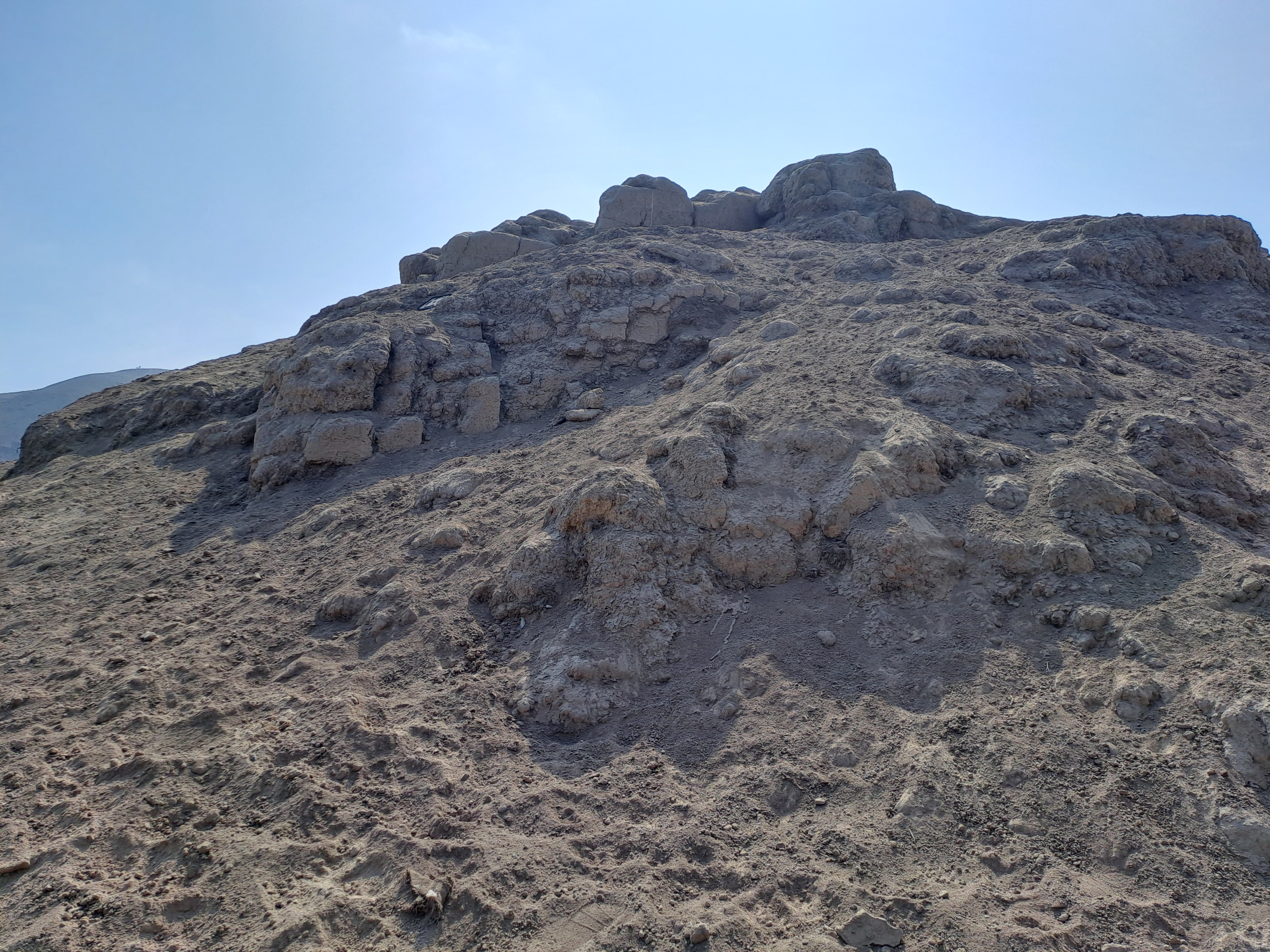
Adobones de la Huaca Pro

El arqueólogo y catedrático Gerardo Bard estuvo a cargo de las excavaciones por parte de la Universidad Nacional Federico Villareal en el año 2014-2015 como parte de un proyecto de investigación, donde se descubrió que la estructura piramidal constaba de 3 sectores, 3 niveles y 3 fases. Esta estructura arquitectónica fue construida, transformada a traves de los años. El hecho de que la huaca posea  riqueza arquitectónica e historica y que se mantenga en pie hasta nuestros días es gracias a las diversas fases por las que atravesó.
Esta huaca fue construida mediante la técnica de los adobones, habiendose construido múltiples habitaciones, pasadisos dentro que fueron enterrados conforme las diferentes fases transcurrieron.
La huaca Pro no fue un asentamiento para la población aledaña, su función principal fue de centro religioso, ceremonial y administrativo. Dentro de las diversas excavaciones se encontraron diversas ofrendas tales como maderos quemados, sacrificios humanos, etc.
Hoy en día, la huaca Pro es un centro de recreación, tanto para adultos como niños que suben hasta su cima para poder volar cometas,habiendose integrado de manera armoniosa con la urbanización, dejando atrás un pasado en el que estaba descuidada y hechada al olvido por las autoridades.

## Fases que atravesó

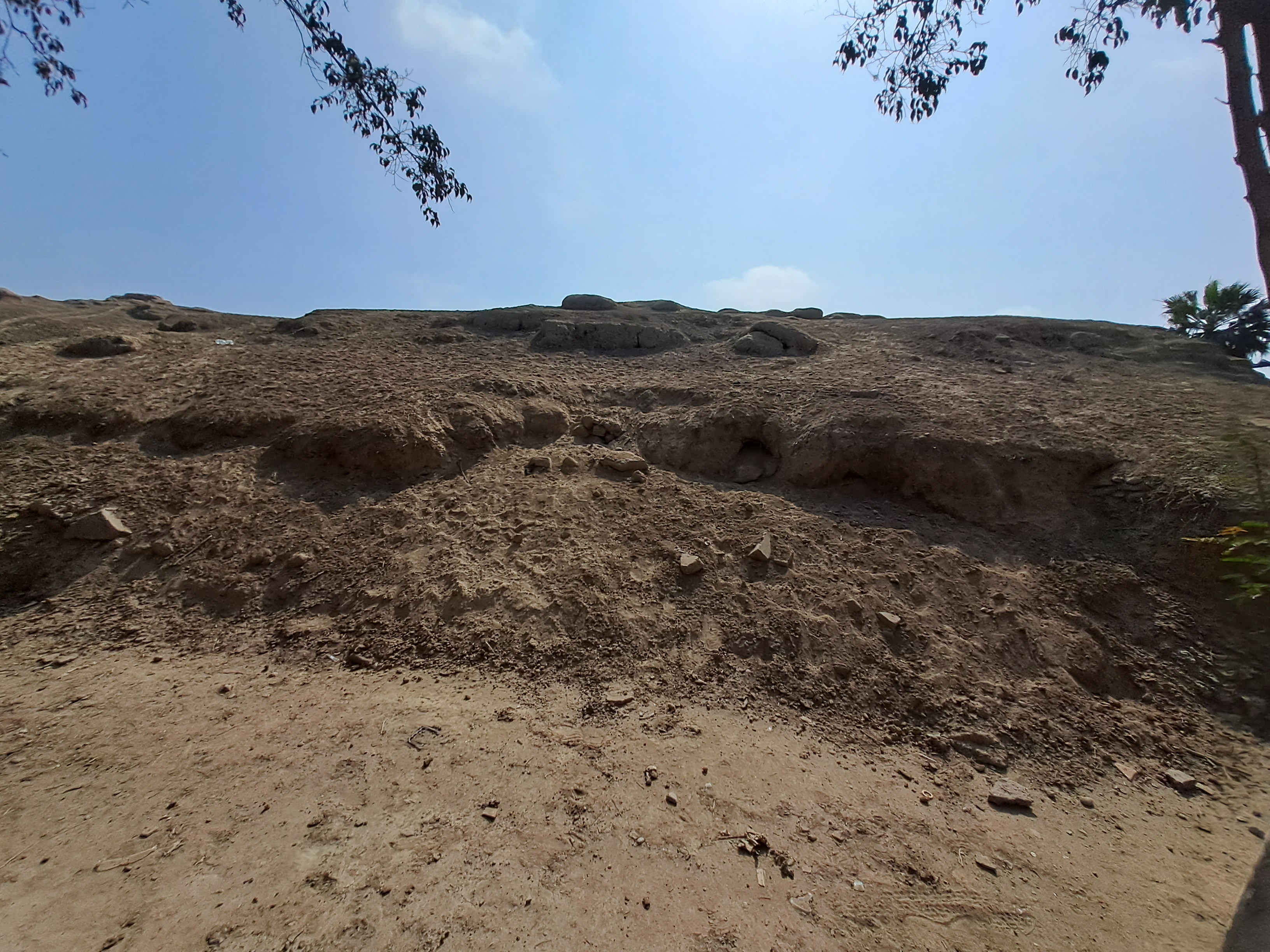
1er nivel de la Huaca Pro donde se ve los Adobones

Durante su primera fase se encontró una zona de muros altos y pisos bien tratados, fue su primer momento de ocupación y también estos fueron sus constructores, se sabe que le dieron un fin ceremonial y administrativo. En su 2da fase los muros no eran tan altos y los pisos eran rellenados, esto debido a que habían construido sobre los cimientos de la 1era fase, quizás esto haya empezado cuando se enterraban las ofrendas. Y en su 3era fase fue donde se dio su abandono, sin embargo, aún le seguían dando ofrendas y entierros de forma recurrente todo eso durante el Horizonte tardío (incas). Esta estructura desde su comienzo hasta su fin estuvo dedicada a la actividad ceremonial y religiosa, dentro se ha hallado restos humanos, de animales, troncos quemados (que serían de utilidad ritual en esas épocas).

## Orígenes y etimología
Hay sendas versiones acerca del origen del nombre huaca  Pro o como también la denominan los vecinos huaca de oro, la primera nos devela que hace muchos años existió en esa zona la famosa hacienda Pro, la cual abarcaba el cerro Pro y la huaca Pro debido a ello lleva ese nombre, además como se sabe esta huaca fue un centro ceremonial y entre las ofrendas dadas se hallaban las que se hacían con metales preciosos tales como el oro, esto desencadenó una concurrencia frecuente de los llamados ”huaqueros”, pues era muy frecuente que en la 3era fase de ocupación las ofrendas se encontraran enterradas a una corta distancia del suelo. Esto motivó que se hallasen restos de oro, lo que conllevó a que los vecinos la denominasen también como huaca de Oro.
Hasta hace unos años, según relatan los vecinos se podía hallar restos de cerámicos precolombinos de manera fácil esto motivó el interés de los huaqueros quienes llegaban encapuchados en la madrugada a buscar tesoros en la huaca aprovechándose, además  que la huaca era vista como un sitio de mal vivir donde rondaban personas inescrupolosas.

## Hallazgos

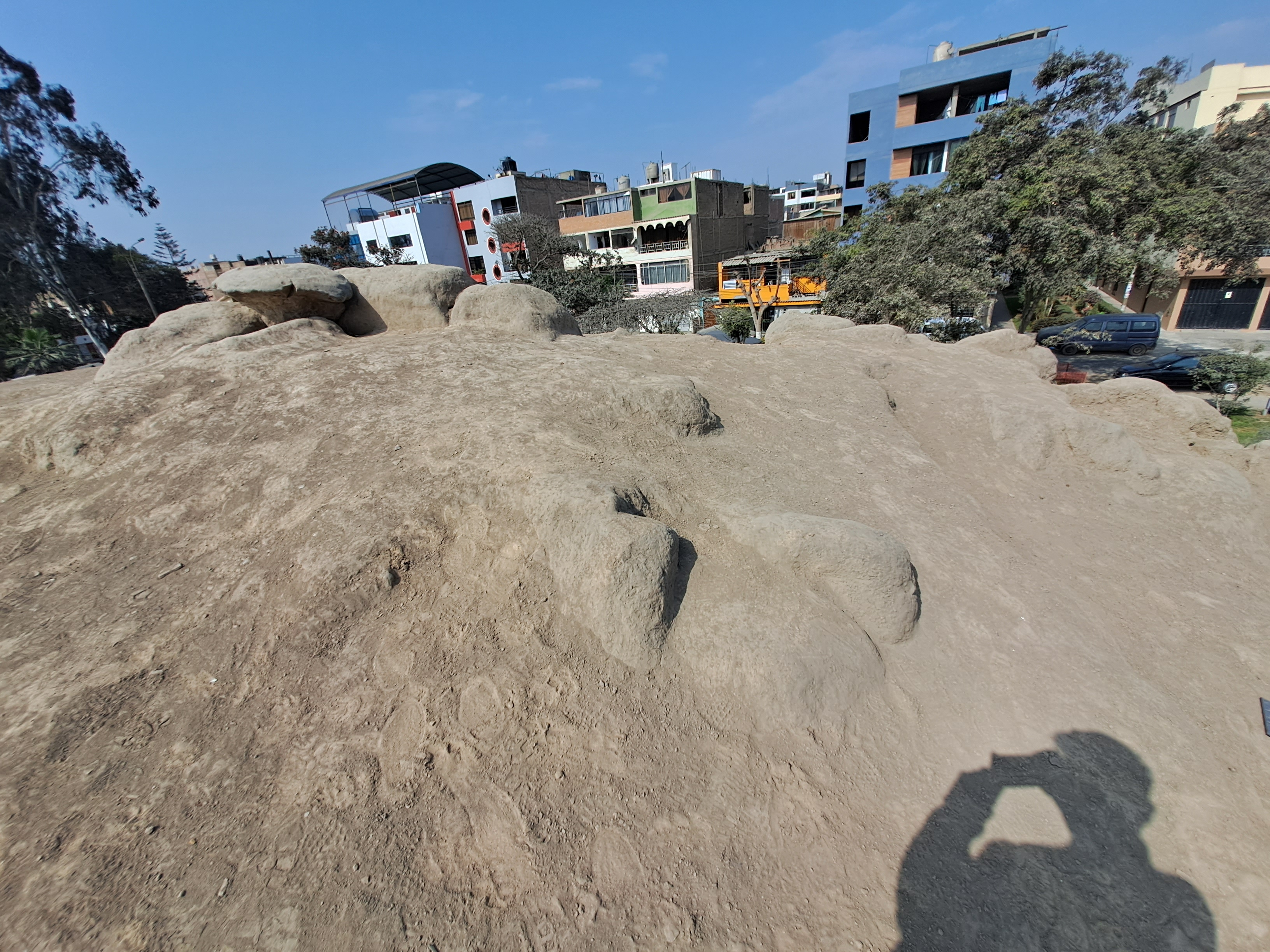
Vista superior

Dentro de las diversas fases de ocupación que tuvo la huaca Pro se puede apreciar la influencia y el paso de diversas sociedades, esto debido a que en las excavaciones se hallaron sellos; no obstante, sobre todo en los diferentes niveles se encontraron  diversos cerámicos que iban desde pedazos de aríbalos hasta vasijas, acorde a las investigaciones y gracias al conocimiento que se tiene  de las técnicas que usaron las sociedades que habitaron el valle bajo del río Chillón se puede aseverar que por la huaca Pro pasaron los Chancay, los Colli, los Lima y los Yshma siendo esta la cerámica más abundante, dando validez a lo que sostienen los arqueólogos, pues los Yshma fueron un señorio  pre-inca con quienes la huaca tendría su mayor prestigio como centro ceremonial antes de su posterior abandono en el Horizonte Tardío.

## Funciones de la huaca
Según Antonio Raymondi,  para entender la importancia y funciones de la huaca Pro es necesario analizarla en conjunto con las otras huacas de su periferia, tales como el cerro Pro, la huaca Pro se halla a 200 metros de este; sin embargo, estos fueron parte del mismo sistema hace no menos de 100 años, fue la desaparición de la hacienda Pro la que provocó la urbanización y proliferación de suburbios entre estos 2 espacios cortándose así un canal vital para entender el sistema. Con los estudios se descubrió que en la cosmovisión andina se tendía a la recreación y a la dualidad. Es así, como los arqueólogos han llegado a la conclusión que la huaca Pro y el cerro Pro  buscan ser una representación del cerro Zorro y la huaca Alborada de la actual zona de Collique, pues ambos tienen una separación de 200 metros uno del otro, además que ambas huacas cumplían la misma función ceremonial y los cerros tenían funciones funerarias. No obstante, la huaca Pro cayó en abandono mientras que la huaca Alborada no cayó en desuso, sino hasta mucho después del Horizonte Tardío

## Huaca Pro en la actualidad

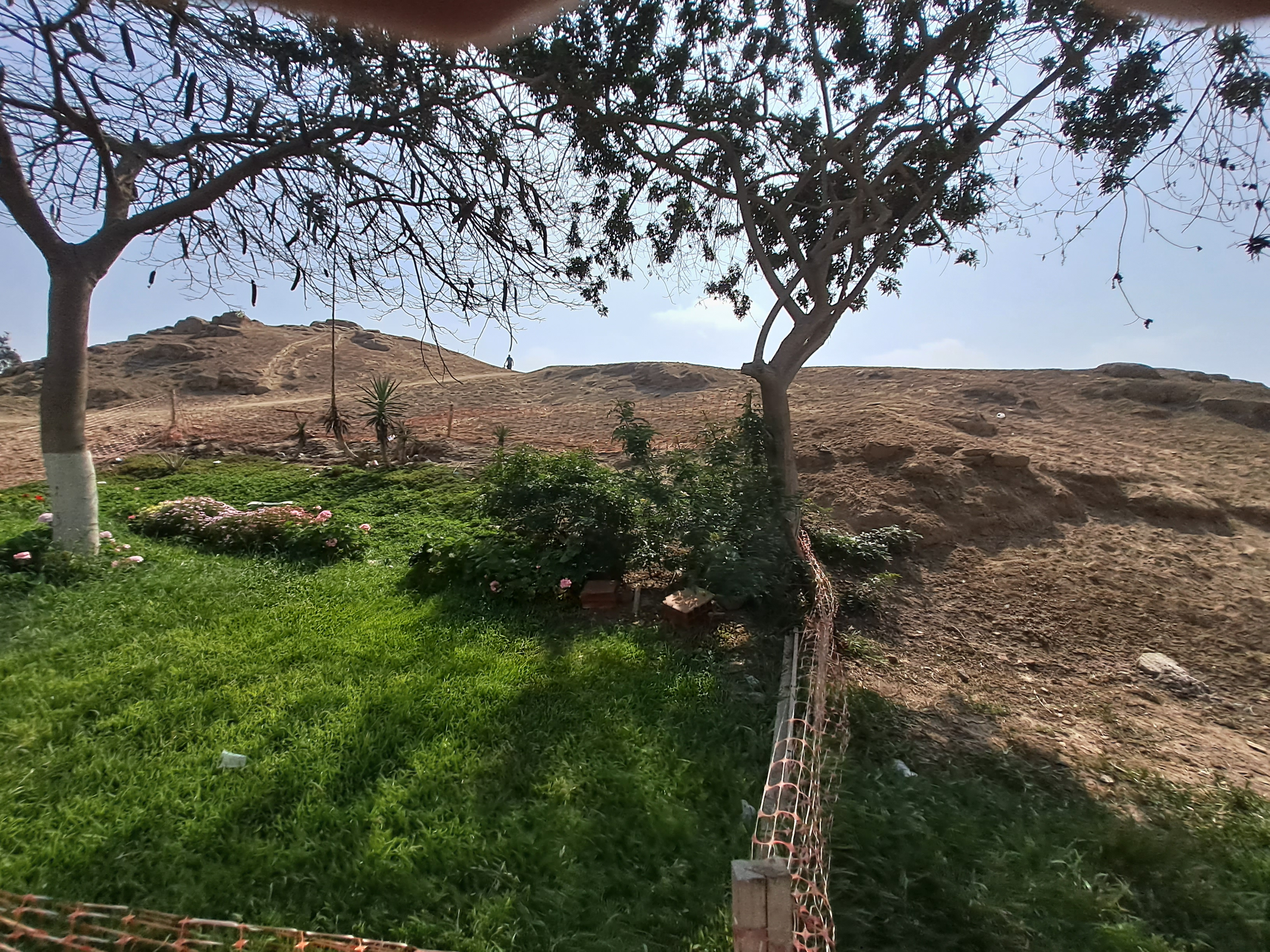
zona de transición entre la huaca y el parque

La huaca Pro hace no menos de 20 años era un lugar donde polulaban personas de mal vivir, donde  los vecinos tenían miedo de rondar y en consecuencia  terminó siendo dejada de lado tanto como por los moradores como por las autoridades distritales, en 2002 fue declarado patrimonio protegido. No fue, sino hasta  hace  unos 6 años, en 2016, que la municipalidad anunció su recuperación para el turismo y para los mismos vecinos, es así como el parque que lo rodeaba empezó a cuidarse mejor ,el colegio "Huaca de Oro " empezó a realizar campañas de sensibilización sobre la huaca, invitando a distinguidos arqueólogos tales como Antonio Raymondi, estas campañas ayudarían a tener más conciencia tanto a los jóvenes como a la población circundante. Gracias a estas acciones la huaca fue puesta en valor, quizás motivado con un fin estético sembraron plantas al pie de la huaca, cosa prohibida por la normativa, pues las huacas se hunden  al entrar en contacto con agua de forma constante. Los niños, vecinos y demás visitantes pasan por la huaca  con fines recreativos  habiéndola integrado de forma satisfactoria a la urbe y su vida cotidiana.